# Radek Bělák
Radek Bělák (* 18. dubna 1962 Brno) je český fotbalový činovník (funkcionář), trenér a bývalý brankář.

## Hráčská kariéra
Začal svou profesionální kariéru v týmu Sigma Olomouc, kde působil od roku 1984 až do roku 1986.Od roku 1986 chytal za Rudou hvězdu Znojmo, byl u postupu z krajského přeboru do divize v sezoně 1986/87.

## Trenérská kariéra
S trénováním začal ve Znojmě ve věku 32 let. V sezonách 1996/97 (společně s Karlem Jarůškem) a 1997/98 (společně s Josefem Hronem) byl asistentem Karla Večeři u prvoligového mužstva Boby Brno (dobový název Zbrojovky).

## Funkcionářská kariéra
Od května 1995 do konce června 2009 zastával funkci sekretáře brněnského klubu, tamtéž byl od prosince 2008 do června 2009 sportovním ředitelem.

## Osobní život
Jeho synem je Michal Bělák, jenž zastával roli funkcionáře ve Znojmě a nyní ji zastává v Baníku Ostrava, kam si jej vytáhl majitel klubu Václav Brabec.